# Jaén (província do Peru)
Jaén é uma província do Peru localizada na região de Cajamarca. Sua capital é a cidade de Jaén.

## Distritos da província
- Bellavista
- Chontali
- Colasay
- Huabal
- Jaén
- Las Pirias
- Pomahuaca
- Pucará
- Sallique
- San Felipe
- San José del Alto
- Santa Rosa